# Devil’s Stone (Addlebrough)

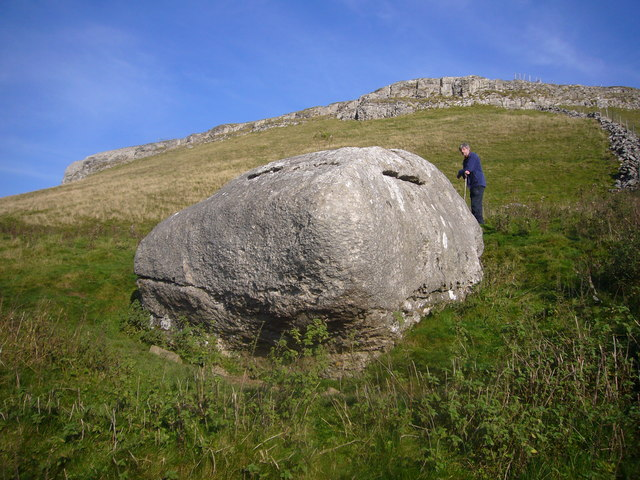
Devil’s Stone

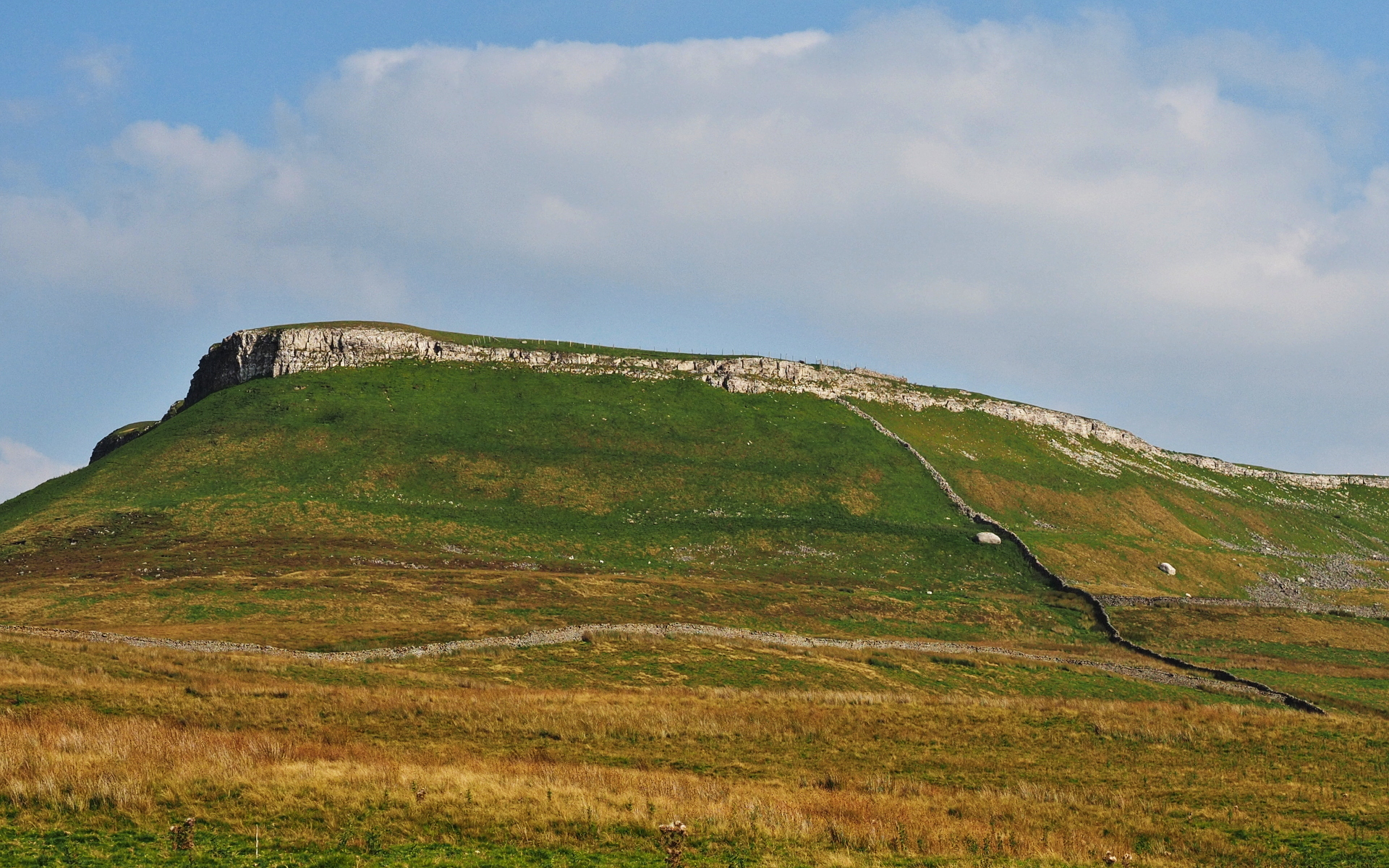
Blick von der Carpley Green Road auf Addlebrough. Der weiße Findling ist im rechten Bilddrittel zu sehen, links der Mauer

Der Devil’s Stone (deutsch „Teufelsstein“) ist ein Findling am Westhang des Berges Addlebrough bei Bainbridge in North Yorkshire in England. 

## Beschreibung
Der unregelmäßig-rundlich geformte Stein ist etwa vier Meter lang und 2,5 Meter hoch. Wahrscheinlich wurde er von einer abschmelzenden Gletscherzunge dort abgelegt. Sein Standort ist nicht weit von der Carpley Green Road am Westhang des Hügels auf halber Höhe neben einer Feldmauer aus Trockenmauerwerk.
Auf seiner Oberseite befinden sich Schälchen, die an Cup-and-Ring-Markierungen erinnern, aber wahrscheinlich natürlich entstanden sind.

## Legende
Einer Legende nach wurde der Devil’s Stone von einem Riesen, der am Semer Water hauste, in Reaktion auf den Carlow Stone geworfen, den der Riese vom Addlebrough Hill ans Ufer des Semer Water geworfen hatte. Edmund Bogg schrieb 1908 in seinem Buch Richmondshire die Schälchen auf dem Stein den Fingern des Teufels zu, der den Stein geworfen habe. Ein Thema, das sich auch bei anderen Steinen findet – christlich überformte Geschichten, in denen der Teufel in der Regel die legendären Riesen- oder Heldenfiguren der viel älteren lokalen Mythen ersetzt.